# Szacsvay László
Szacsvay László (Budapest, 1947. október 27. –) a Nemzet Színésze címmel kitüntetett, Jászai Mari-díjas magyar színművész, érdemes és kiváló művész, a Halhatatlanok Társulatának örökös tagja, a Katona József Színház alapító tagja. Édesapja Szacsvay-Fehér Tibor író.

## Életpályája
1966-ban a zuglói I. István Gimnáziumban érettségizett. A Színház- és Filmművészeti Főiskolán 1971-ben végzett. 1971-től a budapesti Nemzeti Színházban játszott, 1982-től a budapesti Katona József Színház alapító tagja. Gyakori vendég a tévében és a rádióban. Nagy sikert aratott a Budapesti Orfeum című zenés összeállításban előadott kupléival és sanzonjaival, amelyek lemezen is megjelentek. Kiváló karakterszínész.
2015. május 12-én választották a nemzet színészévé Kóti Árpád helyére.

## Magánélete
Felesége Csicsay Claudia fotóművész volt; 1971-ben kötöttek házasságot, egy fiuk született. Felesége 2023-ban elhunyt. Budapest V. kerületének lakója.
Szacsvay korábban kigyógyult prosztatarákjából.

## Fontosabb szerepei
- Szakonyi Károly: Adáshiba (Bódog)
- Shakespeare: Ahogy tetszik (Próbakő)
- Gozzi: A szarvaskirály (Cigolotti mesemondó)
- Molière: A tudós nők (Vadius tudós)
- Gogol: A revízor (Hlesztakoj, Bobcsinszkij)
- Alfred Jarry: Übü király (Bugrislav királyfi)
- Frank Wedekind: Lulu (Mr.Hopkins)
- Csehov: Platonov (Marko)
- Shakespeare: Julius Caesar (Caigus Ligarius)
- Brecht: Turandot (Hiu Fu, ruhatárnok főnöke, Si Ka)
- Valle-Inclán: Lárifári hadnagy felszarvazása (ezredes)
- Seán O’Casey: A kezdet vége (Darry Berill)
- Kárpáti: Akárki (Péter)
- Friel: Pogánytánc (Michael)
- Gábor Andor: Mit ültök a kávéházban?
- Koenigsmark: Agyő, kedvesem! (Culik)
- Hans Fallada: Mi lesz veled, emberke? (Spannfuss részlegvezető)
- Parti Nagy Lajos: Mauzóleum (Hamuhó Ödön)
- Shakespeare: Szeget szeggel (Escallus)
- Nóti Károly: Maga lesz a férjem (Szabó)
- Shakespeare: A vihar (Gonzalo)
- Molnár Ferenc: Játék a kastélyban (Gál)
- Molnár Ferenc: Olympia (Plata Ettingen herceg, tábornok)
- Bozsik Yvette: János vitéz (francia király)
- Botho Strauss: Kalldewey, Farce (Kalldevey)
- Arthur Schnitzler: Távoli vidék (Albertus Rohn)
- Schnitzler: Állatfarm (Bandi, igásló)
- Vörösmarty Mihály: Csongor és Tünde (Balga)
- Jean de Létraz: Tombol az erény (Legrande, felügyelő)
- Vinnai–Bodó: Hotel (Pelle Rubinstein)
- Csokonai: Özvegy Karnyóné (Samu)
- Shakespeare: Téli rege (Florisel)
- Illyés Gyula: A küldönc (Ferenc József)
- Vörösmarty: Csongor és Tünde (Kurrah)
- Luigi Pirandello: Az ember, az állat és az erény (Toto úr)
- Molière: Dandin György (Dandin György)
- Zágon–Nóti–Eiseman: Hyppolit, a lakáj (Schneider Mátyás)
- Shaffer: Black Comedy (Harrold Corringe)
- Georges Feydeau: Osztrigás Mici (Petypon doktor)
- Tersánszky Józsi Jenő–Grecsó Krisztián: Cigányok (Harkocsány)
- Tadeusz Słobodzianek: A mi osztályunk (Heniek)
- A Karinthy Színházban:
- Kesselring: Arzén és levendula (Teddy,az Amerikai Egyesült Államok Elnöke)
- Feydeau: A női szabó (Inas),
- Shakespeare: Harmadik Richárd (Margit királyné),
- Karinthy Márton: Lassú felmelegedés (Pásztor Béla),
- Bacsó Péter-Vajda Katalin: A tanú (Virág elvtárs),
- Karinthy Frigyes-Szakonyi Károly: Tanár úr kérem! (Steinmann),
- Vaszary Gábor: Klotild néni (Leskovics),

## Filmek, TV
- Őrjárat az égen (1969, Repülő-felvételiző)
- Madárkák (1971, Beteg)
- Volt egyszer egy család (1972, Kántor János)
- És mégis mozog a föld (1973, Bányaváry)
- Kakuk Marci (1973, Jánoska)
- Végül (1974, András)
- Idegen arcok (1974, Gábor)
- A Járvány (1975, Wirkner, császári biztos)
- Kopjások (1975, Börtönparancsnok)
- Várakozók (1975, Légvédelmis, bohóc)
- Szépség Háza (1975, tévéfilm, Cseh Viktor, fodrászmester)
- Magyar tájak (1976-1991, sorozat, Narrátor)
- Vörös rekviem (1976, Fürst Sándor)
- Árvácska (1976, Fáradtarcú)
- Teketória (1977, Mérnök)
- Az ünnepelt (1978, Petőfi Sándor)
- Dóra jelenti (1978, Schellenberg)
- Nem élhetek muzsikaszó nélkül (1978, Béni)
- Fent a Spitzbergáknál (1978)
- Küszöbök (1978, Klavicska)
- Bolondok bálja (1978, Tiszteletes)
- Kojak Budapesten (1980)
- A Mi Ügyünk, avagy az utolsó hazai maffia hiteles története (1980, Gagyis)
- Szívzűr (1982, Demeter hangja)
- Nyom nélkül (1982, Számítógépes nyomozó)
- Viadukt (1982)
- Te rongyos élet (1983, Kiptár József)
- Mennyei seregek (1983, Bethlen Miklós)
- Linda (1984, Nyírő Sándor)
- Szálka, hal nélkül (1984, Wágner Lajos)
- Felhőjáték (1984, Narrátor)
- Eszterlánc (1985, A szomszédasszony férje)
- Széchenyi napja (1986, Waldstein)
- Banánhéjkeringő (1987, Bohák elvtárs)
- Illatszertár (1987, Kardos)
- Fűszer és csemege (1988, Aladár)
- Titánia, Titánia, avagy a dublőrök éjszakája (1988)
- Én és a kisöcsém (1989, Dr. Vas)
- Csapd le csacsi! (1992, Aladár)
- Öregberény (1993-1995, Ernő)
- Megint tanú (1994, Ifj. Virág Árpád)
- Kisváros – Halálos zuhanás c. epizód (1995, Lovas Ferdinánd reklámfilmrendező)
- Szemben a Lánchíd oroszlánja (1995)
- Zimmer Feri (1998, Kázmér, ÁNTSZ-ellenőr)
- Presszó (1998, ügynök)
- Kalózok (1999, postás)
- Hippolyt (1999, Pepi, Schneider barátja)
- Kisváros – Az idegen c. epizód (2000, Telefonos Müller maffiafőnök)
- Pizzás (2001, Pontos úr)
- Pasik! (2001, ügyvéd)
- Az ember, aki nappal aludt (2003, Robi)
- Rózsadomb (2004, Gusztáv)
- Nyócker! (2004, Lakatos Guszti)
- Szörnyek ebédje (2005, Savanya igazgató)
- De kik azok a Lumnitzer nővérek? (2006, Sebestyén)
- S.O.S. szerelem! (2007, Kempelen úr)
- Életképek (2004–2007, Szalvay Laci)
- Macskafogó 2. – A sátán macskája (2007, Harvey hangja)
- Mancs (2014, Doki)
- Munkaügyek (2014, Csíkos Feri)
- Kossuthkifli (2015, Cselőtei Máté)
- Keresztanyu (2021–2022, Szemereki Béla)
- Együtt kezdtük (2022, nőgyógyász)
- Blokád (2022, dr. Schultheisz Emil)
- Hazatalálsz (2023, Mihály bácsi)
- Valami madarak (2023, Béla)
- BigBakShow (2025, Kormos Pista)

## Szinkronszerepei

### Film
- A tizenhetes számú ház (Number Seventeen) [1932] – Brant (Donald Calthrop)
- Az idegenlégió (La bandera) [1935] – Pierre Gilieth (Jean Gabin)
- Ninocska (Ninotchka) [1939] – Kopalski elvtárs (Alexander Granach)
- Egyetemi éveim (Moi universitety) [1940] – Aleksei Pechkov / Gorkij (Nikolai Valbert)
- Kétszemélyes nagyzenekar (Jitterbugs) [1943] – Stanley (Stan Laurel)
- Stan és Pan, a táncmesterek (The Dancing Masters) [1943] – Stan Laurel (Stan Laurel)
- Szahara (Sahara) [1943]
- Stan és Pan, a torreádorok (The Bullfighters) [1945] – Stanley Laurel / Don Sebastian (Stan Laurel)
- Az élet csodaszép (It’s a Wonderful Life) [1946] – Joe, eladó a poggyászboltban (Ray Walker)
- A szépség és a szörnyeteg (La belle et la bête) [1946]
- A királyasszony lovagja (Ruy Blas) [1948] – Ruy Blas / Don César de Bazan (Jean Marais)
- Orfeusz (Orphée) [1950] – Heurtebise (François Périer)
- Toto feleséget keres (Totò cerca moglie) [1950]
- Szépnek áll a világ (Happy Go Lovely) [1951] – Charlie (Bobby Howes)
- Ének az esőben (Singin’ in the Rain) [1952] – Roscoe Dexter (Douglas Fowley)
- A fehér sejk (Lo Sceicco bianco) [1952]
- Az igazsággép (La macchina ammazzacattivi) [1952] – Celestino Esposito (Gennaro Pisano)
- Hölgy kaméliák nélkül (La signora senza camelie) [1953] – Nardo Rusconi (Ivan Desny)
- A pillanat embere (Man of the Moment) [1955] – Norman (Norman Wisdom)
- Különös hajótöröttek (The Admirable Crichton) [1957]
- Ellopták a hangomat (Follow a Star) [1959] – Norman (Norman Wisdom)
- Fejjel a falnak (La tête contre les murs) [1959] – François Gérane (Jean-Pierre Mocky)
- Folytassa, tanár úr! (Carry on Teacher) [1959] – Michael Bean (Charles Hawtrey)
- Utolsó vonat Gun Hillből (Last Train from Gun Hill) [1959]
- Kifulladásig (À bout de souffle) [1960] – Michel Poiccard / Kovács László (Jean-Paul Belmondo)
- Matróz a rakétában (The Bulldog Breed) [1960] – Norman (Norman Wisdom)
- Mindenki haza! (Tutti a casa) [1960] – Alberto Innocenzi hadnagy (Alberto Sordi)
- A három testőr: A királyné nyaklánca (Les trois mousquetaires: Première époque – Les ferrets de la reine) [1961] – XIII. Lajos (Guy Tréjan)
- Jövedelmező éjszaka (All in a Night's Work) [1961] – Lasker detektív (Jack Weston)
- Navarone ágyúi (The Guns of Navarone) [1961] – Miller tizedes (David Niven)
- A tréfacsináló (Le Farceur) [1961] – Édouard Berlon (Jean-Pierre Cassel)
- Én és a gengszter (On the Beat) [1962] – Norman (Norman Wisdom)
- A hosszútávfutó magányossága (The Loneliness of the Long Distance Runner) [1962]
- Bolond, bolond világ (It’s a Mad Mad Mad Mad World) [1963] – J. Algernon Hawthorne alezredes (Terry-Thomas)
- Méhkirálynő (L’ape regina) [1963] – Igi (Gian Luigi Polidoro)
- Ne hagyd magad, Pitkin! (A Stitch in Time) [1963] – Norman (Norman Wisdom)
- Rózsaszín Párduc 1.: A Rózsaszín Párduc (The Pink Panther) [1963] – Jacques Clouseau felügyelő (Peter Sellers)
- Sztriptízbár a Sohóban (The Small World of Sammy Lee) [1963] – Sammy `Lee` Leeman (Anthony Newley)
- Vigyázat, feltaláló! (Son of Flubber) [1963] – Rex Williams, a TV-reklám bemondója (Joe Flynn)
- Folytassa a kémkedést! (Carry on Spying) [1964] – Charlie Bind (Charles Hawtrey)
- Főnök szoknyában (Une souris chez les hommes) [1964] – Áruházi műszakvezető (Jean Lefebvre)
- Ez mind megtörtént útban a Fórum felé (A Funny Thing Happened on the Way to the Forum) [1966] – Marcus Licus (Phil Silvers)
- Folytassa sikoltozva! (Carry on Screaming!) [1966] – Daniel Dani (Charles Hawtrey)
- Folytassa, cowboy! (Carry on Cowboy) [1966] – Burke bíró (Kenneth Williams)
- Riporterek gyöngye (Press for Time) [1966] – Norman (Norman Wisdom)
- A légy a dilije (Lo scatenato) [1967]
- Olasz kísértet (Questi fantasmi) [1967] – Pasquale Lojacono (Vittorio Gassman)
- A piszkos tizenkettő (The Dirty Dozen) [1967] – Vernon L. Pinkley (Donald Sutherland)
- Asterix és Kleopátra (Astérix et Cléopâtre) [1968] – Tournevis (Jacques Balutin)
- Az autóversenyző (Ho!) [1968]
- Berta itt, Berta ott (Salut Berthe!) [1968]
- Felmondtam, jöjjön vissza (Le petit baigneur) [1968] – André Castagnier (Robert Dhéry)
- Hétszer hét (Sette volte sette) [1968] – Briggs (Teodoro Corrà)
- Lopott csókok (Baisers volés) [1968] – Az ismeretlen (Serge Rousseau)
- Fesd át a kocsid! (Paint Your Wagon) [1969] – Őrült Jack Duncan (Ray Walston)
- Folytassa a kempingben, avagy felejtsd el a hálózsákot! (Carry on Camping) [1969] – Charlie Bálek (Charles Hawtrey)
- A hatalom ára (Il Prezzo del potere) [1969] – Pat (Francisco Sanz)
- John és Mary (John and Mary) [1969] – John (Dustin Hoffman)
- Laura szerelme (Caldura) [1969]
- A medence (La piscine) [1969] – Léveque felügyelő (Paul Crauchet)
- Meztelennek látom (Vedo nudo) [1969] – (Nino Manfredi)
- A sérthetetlenek (Gli intoccabili) [1969] – Charlie Adamo (Peter Falk)
- Robin Hood, a tüzes íjász (L’Arciere di Sherwood) [1970] – Földnélküli János (Daniele Dublino)
- Klute [1971] – John Klute (Donald Sutherland)
- Lépj olajra! (La Poudre d'escampette) [1971]
- A munkásosztály a paradicsomba megy (La classe operaia va in paradiso) [1971]
- Osceola [1971] – Joshua (Almamy Soumaré)
- Tombol a hold (The Raging Moon) [1971]
- Égő hó (Goryachiy sneg) [1972]
- A kapus félelme tizenegyesnél (Die Angst des Tormanns beim Elfmeter) [1972]
- Merénylők (L’attentat) [1972]
- A mező liliomai (Lalie polné) [1972] – Krujbel (Vladimir Kostovic)
- Nyakék kedvesemnek (Samkauli satrposatvis) [1972] – Szuguri (Leonid Yengibarov)
- Téboly (Frenzy) [1972]
- Fennsíkok csavargója (High Plains Drifter) [1973] – Mordecai (Billy Curtis)
- Madárijesztő (Scarecrow) [1973] – Francis Lionel `Lion` Delbuchi (Al Pacino)
- Meghívó szombat délutánra (L'invitation) [1973] – René Mermet (Jacques Rispal)
- Az ördög bájitala (Die Elixiere des Teufels) [1973] – Franziskus (Benjamin Besson)
- Magánbeszélgetés (The Conversation) [1974] – Stan (John Cazale)
- Ne nyúlj a fehér nőhöz! (Touche pas a la femme blanche) [1974] – Őrült indián (Serge Reggiani)
- A bátyámnak klassz öccse van (Muj brácha má prima bráchu) [1975]
- Capone [1975]
- Az egér és a macska (Le chat et la souris) [1975] – William Daube (Yves Afonso)
- Salò, avagy Szodoma 120 napja (Salò o le 120 giornate di Sodoma) [1975] – Curval bíró (Umberto Paolo Quintavalle)
- Vadnyugati szamuráj (Il bianco, il giallo, il nero) [1975] – Kelly Butler (Jacques Berthier)
- Alice, édes Alice! (Communion) [1976] – Jim DeLorenze (Gary Allen)
- Asterix tizenkét próbája (Les douze travaux d'Astérix) [1976] – Caius Pupus
- A borsószem hercegkisasszony (Printsessa na goroshine) [1976] – Festő (Nikolay Lavrov)
- Elkárhozottak utazása (Voyage of the Damned) [1976] – Aaron Pozner (Paul Koslo)
- Az elnök emberei (All the President's Men) [1976] – Hugh Sloan (Stephen Collins)
- A fény (Lumière) [1976]
- Gyilkos a tetőn (Mannen på taket) [1976] – Einar Rönn (Hakan Serner)
- A nagyfiú és a bakancs (Aikapoika ja mono) [1976] – Filozófiatanár (Ismo Kallio)
- Tizenötéves korom nyara (Den sommeren jeg fylte 15) [1976] – Kristen bácsi (Kaare Kroppan)
- Emberek a hétházból (Die Menschen vom Siebenerhaus) [1977] – Erwin (Alois Bauer)
- Fayard bíró, akit seriffnek hívtak (Le juge Fayard dit Le Shériff) [1977] – Lecca, a gengszter (Yves Afonso)
- Jabberwocky [1977]
- A mentőcsapat (The Rescuers) [1977] – Mr. Szimat (Joe Flynn)
- Micimackó (The Many Adventures of Winnie the Pooh) [1977] – Nyuszi (Junius Matthews)
- Újra akcióban a 7. század (La 7ème compagnie au clair de lune) [1977] – Pitivier (Jean Lefebvre)
- Az utolsó mohikán (Last of the Mohicans) [1977] – David Gamut (Robert Easton)
- Zűrzafír, avagy hajsza a kék tapírért (The Last Remake of Beau Geste) [1977] – Dagobert `Digby` Geste (Marty Feldman)
- Áramszünet (Blackout) [1978]
- Bombaper (Bombaski proces) [1978] – Josip Broz Tito (Rade Serbedzija)
- Éjféli expressz (Midnight Express) [1978] – Max (John Hurt)
- Navarone kommandósai újra akcióban (Force 10 from Navarone) [1978] – Dusty Miller törzsőrmester (Edward Fox)
- A bajnok (The Champ) [1979]
- A Las Vegas-i lovas (The Electric Horseman) [1979] – Fitzgerald (Nicolas Coster)
- Monty Python: Brian élete (Life of Brian) [1979] – Brian Cohen / Ficus Cucis (Graham Chapman)
- Rabbi a vadnyugaton (The Frisco Kid) [1979] – Avram Belinski (Gene Wilder)
- Az újságíró (Novinar) [1979] – Vlado Kovac (Rade Serbedzija)
- Aranyeső Yuccában (Occhio alla penna) [1980] – Smithson professzor (Renato Scarpa)
- Dühöngő ifjúság (Look Back in Anger) [1980]
- Moszkva nem hisz a könnyeknek (Moskva slezam ne verit) [1980]
- Nagy kis háború (Bolshaya-malaya voyna) [1980] – Vitorgan (Emmanuil Vitorgan)
- Oblomov néhány napja (Neskolko dney iz zhizni I.I. Oblomova) [1980] – Alexejev (Avangard Leontyev)
- Őrült nők ketrece 2. (La cage aux folles II) [1980] – Jacob (Benny Luke)
- Pánik az első oldalon (City in Fear) [1980]
- Zálogocska (Little Miss Marker) [1980] – Regret (Bob Newhart)
- Athéni Timon (Timon of Athens) [1981] – Lucius (Hugh Thomas)
- Excalibur [1981] – Perceval (Paul Geoffrey)
- A hitelkártya rabja (High Card) [1981] – George (Chuck Shamata)
- Segítség, felszarvaztak! (Spaghetti a mezzanotte) [1981] – Andrea (Teo Teocoli)
- Szentivánéji álom (A Midsummer Night's Dream) [1981] – Lysander (Robert Lindsay)
- Bűvészbolt (The Magic Shop) [1982] – Bűvész (Ron Cook)
- Cymbeline [1982] – Cornelius (Hugh Thomas)
- Finom kis korlátolt felelősségű társaság (Feine Gesellschaft – beschränkte Haftung) [1982] – Raimund (Vadim Glowna)
- Gandhi [1982] – Sardar Patel (Saeed Jaffrey)
- A holdlakók titka (Le secret des sélénites) [1982]
- Szárnyas fejvadász (Blade Runner) [1982] – Eldon Tyrell (Joe Turkel)
- Szívzűr [1982] – Demeter (Jiří Menzel)
- Airport 2000 (Starflight: The Plane That Couldn't Land) [1983] – Jean-Pierre (Marius Mazmanian)
- Monty Python: Az élet értelme (The Meaning of Life) [1983] – Hal / Szülész / Mr. Harry Blackitt / Wymer / Hordern / Tábornok / Coles / Narrátor / Dr. Livingstone / Furcsa nő / Eric / Elnök / Vendég / Arthur Jarrett / Geoffrey / Tony Bennett (Graham Chapman)
- Pygmalion [1983]
- Befejezés nélkül (Bez końca) [1984] – hipnotizőr (Tadeusz Bradecki)
- Beverly Hills-i zsaru (Beverly Hills Cop) [1984] – Zack, Maitland embere (Jonathan Banks)
- Greystoke – Tarzan, a majmok ura (Greystoke: The Legend of Tarzan, Lord of the Apes) [1984]
- Gumiláb (Footloose) [1984] – Andy Beamis (Timothy Scott)
- Hóvirágünnep (Slavnosti snezenek) [1984] – a traktorvezető segédje (Rudolf Hrušínský, Jr.)
- Nincs kettő négy nélkül (Non c'è due senza quattro) [1984] – Vinicio (Athayde Arcoverde)
- Pudingfejű Wilson (Pudd'nhead Wilson) [1984] – Luigi Capello
- Swann szerelme (Un amour de Swann) [1984] – Forcheville (Geoffroy Tory)
- Szenvedély végszóra (L'étincelle) [1984]
- A betörés nagymesterei (Les spécialistes) [1985] – biztonsági főnök (Daniel Jégou)
- Főhivatal (Head Office) [1985] – Al Kennedy (Bruce Wagner)
- Tuti dolog (The Sure Thing) [1985] – Gary Cooper (Tim Robbins)
- Vámpírok Havannában (!Vampiros en La Habana!) [1985] – Wolfgang Amadeus von Dracula
- A víz mindent visz (Water) [1985] – Sir Malcolm (Leonard Rossiter)
- Meglógtam a Ferrarival (Ferris Bueller's Day Off) [1986] – Ed Rooney (Jeffrey Jones)
- A misszió (The Mission) [1986] – Gabriel atya (Jeremy Irons)
- Őrült küldetés 4. (Zuijia paidang zhi qianli jiu chaipo) [1986] – Bright professzor (Roy Chiao)
- Gonosztevők társasága (Association de malfaiteurs) [1987]
- Maci Laci mágikus repülése (Yogi Bear and the Magical Flight of the Spruce Goose) [1987]
- A nép nevében (U ime naroda) [1987]
- Rumba (La rumba) [1987] – Detaix felügyelő (Niels Arestrup)
- Vágyrajárók (Club de rencontres) [1987] – Garazzi, az erőszaktevő (Michel Crémadès)
- A Fekete Vipera karácsonyi éneke (Blackadder's Christmas Carol) [1988] – Ebenezer Blackadder / Fekete Vipera (Rowan Atkinson)
- Ikrek (Twins) [1988] – Gilbert Larsen (Robert Harper)
- Koktél (Cocktail) [1988] – Douglas `Doug` Coughlin (Bryan Brown)
- Quentin Durward, a király íjásza (Priklyucheniya Kventina Dorvarda, strelka korolevskoy gvardii) [1988] – Olive (Aleksandr Pashutin)
- Sötétedés (Nightfall) [1988] – Sor (Alexis Kanner)
- Cinema Paradiso (Nuovo cinema Paradiso) [1989] – Adelfio atya (Leopoldo Trieste)
- Vége a régi időknek (Konec starych casu) [1989] – Spera (Jaromír Hanzlík)
- Bizánci tűz (Why Me?) [1990] – Freedly (Jack Kehler)
- Házinyúlra nem lövünk (Sibling Rivalry) [1990] – Nicholas Meany (Bill Pullman)
- Delicatessen [1991] – Robert Kube (Rufus)
- Érzelmes csodabogarak (Volere volare) [1991] – Maurizio 'Sbaffino' (Maurizio Nichetti)
- Gézengúzok karácsonya (All I Want for Christmas) [1991] – Michael O`Fallon (Jamey Sheridan)
- A halál ideje (A Time to Die) [1991] – Eddie Martin hadnagy (Robert Miano)
- Kipurcant a bébicsősz, anyának egy szót se! (Don't Tell Mom the Babysitter's Dead) [1991] – Gus (John Getz)
- L. A. Story – Az őrült város (L.A. Story) [1991] – Harris K. Telemacher (Steve Martin)
- Egy asszony illata (Scent of a Woman) [1992] – Randy Slade (Bradley Whitford)
- Carlito útja (Carlito's Way) [1993] – David Kleinfeld (Sean Penn)
- Hátulgombolós hekus (Cop and 1/2) [1993] – Vinnie Fountain (Ray Sharkey)
- Divatdiktátorok (Prêt-à-Porter) [1994] – Olivier de la Fontaine (Jean-Pierre Cassel)
- A nagy ugrás (The Hudsucker Proxy) [1994] – Lou, taxis (Joe Grifasi)
- Segítség, karácsony! (Mixed Nuts) [1994] – Philip (Steve Martin)
- Groteszk (The Grotesque) [1995]
- Othello [1995] – Rodrigo (Michael Maloney)
- Underground [1995] – Marko Dren, költő (Miki Manojlovic)
- Békavári uraság (The Wind in the Willows) [1996] – Patkány (Eric Idle)
- Elnökcsemete (First Kid) [1996] – Woods (Timothy Busfield)
- Tökös tekés (Kingpin) [1996] – Ernie McCracken (Bill Murray)
- Micimackó visszatér (Pooh's Grand Adventure: The Search for Christopher Robin) [1997] – Nyuszi (Ken Sansom)
- Szigorúan bizalmas (L.A. Confidential) [1997] – Ellis Loew kerületi ügyész (Ron Rifkin)
- Macska-jaj (Crna macka, beli macor) [1998] – Matko Destanov (Bajram Severdzan)
- Pokoli pasi (One Hell of a Guy) [1998]
- Derék Dudley (Dudley Do-Right) [1999] – Snidely Whiplash (Alfred Molina)
- Fergeteges forgatás (Bowfinger) [1999] – Bobby Bowfinger (Steve Martin)
- Micimackó – Az ajándékok ideje (Winnie the Pooh: Seasons of Giving) [1999] – Nyuszi (Ken Sansom)
- Mint hal a vízből (Comme un poisson hors de l'eau) [1999] – B.B. (Tchéky Karyo)
- Szentivánéji álom (A Midsummer Night's Dream) [1999] – Tetőfi Péter, ács (Roger Rees)
- Tigris színre lép (The Tigger Movie) [2000] – Nyuszi (Ken Sansom)
- Hannibal (Hannibal) [2001] – Mason Verger (Gary Oldman)
- K-PAX – A belső bolygó (K-PAX) [2001] – Howie (David Patrick Kelly)
- Micimackó: Boldog új mackóévet! (Winnie the Pooh: A Very Merry Pooh Year) [2002] – Nyuszi
- Perlasca – Egy igaz ember története (Perlasca. Un eroe italiano) [2002] – László, hegedűs
- A rózsa vére (Rose Red) [2002] – Carl Miller professzor (David Dukes)
- Széftörők (Welcome to Collinwood) [2002] – Toto (Michael Jeters)
- Igazából szerelem (Love Actually) [2003] – Az amerikai elnök (Billy Bob Thornton)
- Kegyetlen bánásmód (Intolerable Cruelty) [2003] – Howard D. Doyle (Billy Bob Thornton)
- Malacka, a hős (Piglet's Big Movie) [2003] – Nyuszi
- Miss Marple 03.: Paddington 16:50 (4.50 from Paddington) [2004] – Dr. David Quimpere (Griff Rhys Jones)
- Galaxis útikalauz stopposoknak (The Hitchhiker's Guide to the Galaxy) [2005] – Marvin (Alan Rickman)
- Micimackó és a Zelefánt (Pooh's Heffalump Movie) [2005] – Nyuszi
- Twist Olivér (Oliver Twist) [2005] – Mr. Sowerberry (Michael Heathn)
- Miss Marple 07.: Balhüvelykem bizsereg... (By the Pricking of My Thumbs) [2006] – Tommy Beresford (Anthony Andrews)
- Ember a magasban (Man on Wire) [2008] – Philippe Petit
- Valkűr (Valkyrie) [2008] – Adolf Hitler (David Bamber)
- Barátom, Knerten – Lillebror és a színes harisnyák (Knerten) [2009] – Eilertsen (Per Schaannings)
- Derült égből fasírt (Cloudy with a Chance of Meatballs) [2009] – Manny (Benjamin Bratt)
- Egy boltkóros naplója (Confessions of a Shopaholic) [2009] – Edgar West (John Lithgow)
- Tökéletes katona 3. – Egy új kezdet (Universal Soldier: Regeneration) [2009] – Dr. Colin (Kerry Shalew)
- Adéle és a múmiák rejtélye (Les aventures extraordinaires d'Adèle Blanc-Sec) [2010] – Ménard professzor (Philippe Nahon)
- Félelem és Shrekketés (Scared Shrekless) [2010] – Geppetto (Sean Bishop)
- Tőzsdecápák 2. – A pénz nem alszik (Wall Street: Money Never Sleeps) [2010]
- Államérdekből (L'exercice de l'État) [2011] – Gilles (Michel Blanc)
- Micimackó (Winnie the Pooh) [2011] – Nyuszi (Tom Kenny)
- Mikor megláttam a szíved (Et soudain tout le monde me manque) [2011] – Eli Dhrey (Michel Blanc)
- Szilvás csirke (Poulet aux prunes) [2011]
- 40 és annyi (This Is 40) [2012] – Oliver (John Lithgow)
- Django elszabadul (Django Unchained) [2012] – Amerigo Vessepi (Franco Nero)
- A gyilkos médium (Red Lights) [2012] – Michael Sidgwick (Nathan Osgood)
- Huck Finn kalandjai (Die Abenteuer des Huck Finn) [2012]
- Kakukkfióka (The Silent Thief) [2012] – Bum (John Billingsley)
- A király látogatása (Hyde Park on Hudson) [2012] – Franklin Delano Roosevelt elnök (Bill Murray)
- Kvartett – A nagy négyes (Quartet) [2012] – Wilf Bond (Billy Connolly)
- Napos oldal (Silver Linings Playbook) [2012] – Dr. Cliff Patel (Anupam Kher)
- Rómának szeretettel (To Rome with Love) [2012] – Jerry (Woody Allen)
- Underworld: Az ébredés (Underworld: Awakening) [2012] – Dr. Jacob Lane (Stephen Rea)
- Bérgavallér (Fading Gigolo) [2013] – Murray (Woody Allen)
- Derült égből fasírt 2. – A második fogás (Cloudy with a Chance of Meatballs 2) [2013] – Manny (Benjamin Bratt)
- Előzmények törlése (Clear History) [2013] – Nathan / Rolly (Larry David)
- Last Vegas [2013] – Sam (Kevin Kline)
- Molière két keréken (Alceste à bicyclette) [2013] – Serge Tanneur (Fabrice Luchini)
- A Noble család (Nosotros los Nobles) [2013] – Germán Noble (Gonzalo Vega)
- Óz, a hatalmas (Oz the Great and Powerful) [2013] – Knuck (Tony Cox)
- Visszatérés Óz birodalmába (Legends of Oz: Dorothy's Return) [2013]
- Annie [2014] – Pincér (Ray Iannicelli)
- Bazi nagy francia lagzik (Qu'est-ce qu'on a fait au Bon Dieu?) [2014] – Claude Verneuil (Christian Clavier)
- Doboztrollok (The Boxtrolls) [2014] – Lord Camen-Bert (Jared Harris)
- A hamisító (The Forger) [2014] – Joseph Cutter (Christopher Plummer)
- Hogyan rohanj a veszTEDbe (A Million Ways to Die in the West) [2014] – George Stark (Christopher Hagen)
- Megőrjít a csaj (She's Funny That Way) [2014] – Pendergast bíró (Austin Pendleton)
- Műkincsvadászok (The Monuments Men) [2014] – Richard Campbell (Bill Murray)
- Bíborhegy (Crimson Peak) [2015] – William Findlay (Alec Stockwell)
- Hitman: A 47-es ügynök (Hitman: Agent 47) [2015] – Dr. Delriego (Rolf Kanies)
- Minyonok (Minions) [2015] – Mesélő (Geoffrey Rush)
- Sztálin halála (The Death of Stalin) [2017] – Dr. Lukomsky (Karl Johnson)
- Csillagok háborúja VIII: Az utolsó Jedik (Star Wars: The Last Jedi) [2017] – Yoda (Frank Oz)
- Putifár tanár úr visszavág (Les Vengeaces de Maitre Poutifard) [2023] - Robert Putifár (Christian Clavier)

### Sorozat
- Kippi kutyus kalandjai
- Jamie és a csodalámpa (Jamie and the Magic Torch) [1976–1979] – Szám bácsi
- Rabszolgasors (Escrava Isaura) [1976–1977] – Joao Baptista Martinho (André Valli)
- A klinika (Die Schwarzwaldklinik) [1985–1989] – Dr. Borsdorf (Knut Hinz)
- Grimm legszebb meséi (グリム名作劇場) [1987–1988] – Csizmás kandúr
- Micimackó legújabb kalandjai (The Many Adventures of Winnie the Pooh) [1988–1991] – Nyuszi (Ken Sansom)
- Poirot (Poirot) [1989–2013] – Hastings (Hugh Fraser)
- A Mester és Margarita (Master i Margarita) [2005] – Korovjov (Aleksandr Abdulov)
- Piszkos pénz, tiszta szerelem [2014] – Tayyar (Erkan Can)
- Wayward Pines [2015] – David Pilcher / Dr. Jenkins (Toby Jones)

## Hangjáték
- László Anna: Békés szombat éjszaka (1973)
- Csokonai Vitéz Mihály: Dorottya (1973)
- Alphonse Daudet: Tarasconi Tartarin (1976)
- Hegedüs Géza: Erdőntúli veszedelem (1977)
- Beumarchais, Pierre-Augustin: Figaro házassága (1978)
- Nemeskürty István: Károlyi Gáspár (1978)
- Victor Hugo: Nyomorultak (1978)
- Geoffrey Chaucer : Canterbury mesék (1979)
- Gyenes György: Ismeretlen ismerősök – Georges Simeon (1980)
- A felségárulási per 12 vádpontja (1981)
- Mezei András: Ló az operában (1981)
- Békés Pál: Nyelvlecke (1985)
- Gozsdu Elek: A félisten (1985)
- Vízparti történet (1985)
- Vészi Endre: A leselkedő (1986)
- Oscar Wilde: A boldog herceg (1987)
- Íróvá avatnak (1988)
- Mándy Iván: Áramszünet (1988)
- Vámos Miklós: Publikum (1988)
- Ghelderode, de Michael: A Nagy Kaszás balladája (1989)
- Bodor Ádám: Vissza a fülesbagolyhoz (1991)
- Bulgakov, Mihail: Színházi regény (1992)
- Czakó Gábor: Disznójáték (1992)
- Dániel Ferenc: A sültgalamb (1993)
- Ladislav Fuks: Boldogultak bálja (1993)
- Darvasi László: Szív Ernőből karácsonyi ajándék lesz (1994)
- Lét s nemlét, írók, irodalom – Cholnoky Viktor három jelenete (1995)
- Szép Ernő: Isten madárkái (1995)
- Jaroslav Hasek: Svejk, egy derék katona kalandjai a világháborúban (1997)
- Kopányi György: Éjszakai őrjáratok (1999)
- Carlo Goldoni: A patikus avagy a szimuláns kisasszonyka (2001)
- Federico Fellini: Az ideális utazás (2002)
- Friedrich Hebbel : A rubin (2002)
- Zalán Tibor: Kaland a nagy családerdőben (2002)
- Mesterházi Márton: Mata Hari - a hírhedett kémnő élete és halála (2004)
- Anton Pavlovics Csehov: A svéd gyufa (2005)
- Szigethy András: Pilátus az ügyész előtt, avagy a birodalmi ember vallomása (2005)
- Mikó Csaba: A két kis angol (2007)
- Rejtő Jenő: Csontbrigád (2007)
- Jonas Jonasson: Az analfabéta, aki tudott számolni (2014)
- Federico Fellini-Ruggero Maccari: Akarsz velem álmodni? (2015)
- Karinthy Márton: A vihar kapuja (2016)
- Gimesi Dóra: Budapesti tündérmesék (2019)
- Örkény István: Babik Budapesten (2019)

## CD-k és hangoskönyvek
- Gerald Durrell: Férjhez adjuk a mamát
- Gerald Durrell: Velencei kalamajkák
- Gerald Durrell: A piknik
- Gerald Durrell: Fecsegő fauna
- Gerald Durrell: Tengernyi főpincér
- Gerald Durrell: Állati történetek – Esmeralda, A papi papagáj
- Gerald Durrell: Családom és egyéb állatfajták
- Gerald Durrell: Repülő virágok mezeje
- Gerald Durrell: A halak jelleme
- Gerald Durrell: Az elvarázsolt világ
- James Herriot: Kutyás történetek
- James Herriot: Kutyás történetek 2. rész
- Karinthy Frigyes: A bicikliző tigris
- P. G. Wodehouse: Blandingsi kalandok
- P. G. Wodehouse: Ütős történetek
- Sir Arthur Conan Doyle: A sátán kutyája
- Stephen Butler Leacock: Gertrud, a nevelőnő
- Robert Nestall: Tiltott Éden
- Karácsonyi ajándék
- Rejtő Jenő: Csontbrigád

## Könyvek róla
- Szacsvay László – Vajda Katalin: Féltem, amíg éltem, Corvina Kiadó, Budapest, 2025.

## Díjai, elismerései
- Rajz János-díj (1977)
- Jászai Mari-díj (1978)
- Farkas–Ratkó-díj (1980)
- Színikritikusok Díja – Különdíj (1980)
- Érdemes művész (2001)
- PUKK-díj (2002, 2016)
- Pécsi Sándor-díj (2012)
- Kiváló művész (2013)[12]
- A Nemzet Színésze (2015)[13]
- Belváros-Lipótváros díszpolgára (2017)[14]
- Budapestért díj (2018)[15]
- Örökös tag a Halhatatlanok Társulatában (2021)
- Prima díj (2021)[16]
- Páger Antal-színészdíj (2022)
- A Karinthy Színház örökös tagja (2023)[17]